# Juan Aparicio Rojas
Juan de la Cruz Aparicio (27 de febrero de 1957,-7 de septiembre de 2024 ) fue un político cojedeño, fue alcalde de El Pao en cuatro períodos, el primero en el 2000-2004, el segundo en 2004-2008 y el tercero y último, 2013-2017.

## Política
En 1995, siendo opositor al gobierno de Rafael Caldera, se postula a las elecciones municipales, justamente a la del municipio Pao por el partido MRP.
En el 2000 se inscribe nuevamente para ir a reelección por El Pao, renovando su partido a MRP-2000 apoyado por el gobierno de Hugo Chávez, resultando electo con el 43,64% de los votos.
En el 2004, fue reelecto con el 68,41% de los votos, con su partido MRP-2004 y el partido de gobierno MVR.
Para las elecciones de 2008 no participó.
En 2013, participó con el partido PSUV, que resultó ganador con el 49,01%.
En 2021 se postuló nuevamente como candidato del partido Movimiento al Socialismo, llegando en tercer lugar. 

### Intento de Revocatorio
El 10 de diciembre de 2015, concejales y dirigentes solicitaron revocatorio para suspender del cargo a Aparicio, cosa que no fue avalada ni por el gobierno nacional, ni el regional. Según testimonios de los paueños, reportaron abusos, y corrupción en la entrega de CLAP y los bonos.

## Fallecimiento
Su muerte fue anunciada en medios digitales el dia 7 de septiembre de 2024, la causa oficial fue un paro respiratorio, también se mencionó que luchó contra una enfermedad (no determinada) durante años y esta pudo ser la causa de este desenlace fatal.  